# Tarpan Poznań
Tarpan Poznań – polski klub hokeja na lodzie z siedzibą w Poznaniu, istniejący w latach 1977–1982.

## Historia
Klub KS Tarpan Poznań powstał w 1977 roku na bazie wcześniejszego klubu HKS Bogdanka Poznań, zaś nazwa pochodziła od wspierającego zakładu produkującego pojazd FSR Tarpan. Na przełomie lat 70./80. zespół grał w rozgrywkach III ligi, a także II ligi. Tarpan występował w II lidze do sezonu 1981/1982 – był jednocześnie ostatni sezon uczestnictwa poznańskiego zespołu w drugiej klasie rozgrywkowej aż do edycji I ligi 2016/2017, do której przystąpiła drużyna Hokej Poznań.

## Sezony
- 1978: II liga – 6. miejsce w Grupie Północnej, spadek
- 1979: III liga – 2. miejsce
- 1980: III liga – 2. miejsce, awans
- 1981: II liga – 9. miejsce
- 1982: II liga – 7. miejsce w Grupie Północnej, spadek

## Zawodnicy
Wychowankiem klubu był Mariusz Przewoźny, będący zawodnikiem Tarpana do 1982.